# کمانکشی
کمانکشی، روستایی از توابع بخش مرکزی شهرستان کازرون در استان فارس ایران است.
مردم این روستای از طایفه باستانی لر کمانکشی هستند.

## جمعیت
این روستا در دهستان بلیان قرار دارد و براساس سرشماری مرکز آمار ایران در سال ۱۳۸۵، جمعیت آن ۲۵۱ نفر (۴۴خانوار) بوده‌است.